# Sistema de defensa antimicrobiana del tracto respiratorio
El sistema de defensa antimicrobiana del tracto respiratorio es un mecanismo de defensa en capas que se basa en componentes del sistema inmunitario innato y adaptativo para proteger los pulmones y el resto del tracto respiratorio contra los microorganismos inhalados. 
En la primera línea de defensa, las bacterias inhaladas quedan atrapadas por el moco y son arrastradas hacia la faringe y son tragadas. Las bacterias que penetran en la capa mucosa se tratan con una segunda línea de defensa que incluye péptidos antimicrobianos que son secretados por el epitelio superficial del tracto respiratorio que mata muchas cepas de bacterias. Esas bacterias que son resistentes a los péptidos antimicrobianos son destruidas por una variedad de especies reactivas de oxígeno producidas por los fagocitos. En una tercera línea de defensa y como último recurso, las infecciones bacterianas persistentes que escapan del sistema inmune innato son eliminadas por el sistema inmune adaptativo. 

## Lactoferrina
La lactoferrina (LF) es una proteína multifuncional que es una parte esencial del sistema de defensa antimicrobiana del tracto respiratorio. La proteólisis de LF produce los péptidos pequeños lactoferricina y kaliocina-1, ambos con actividad antimicrobiana.

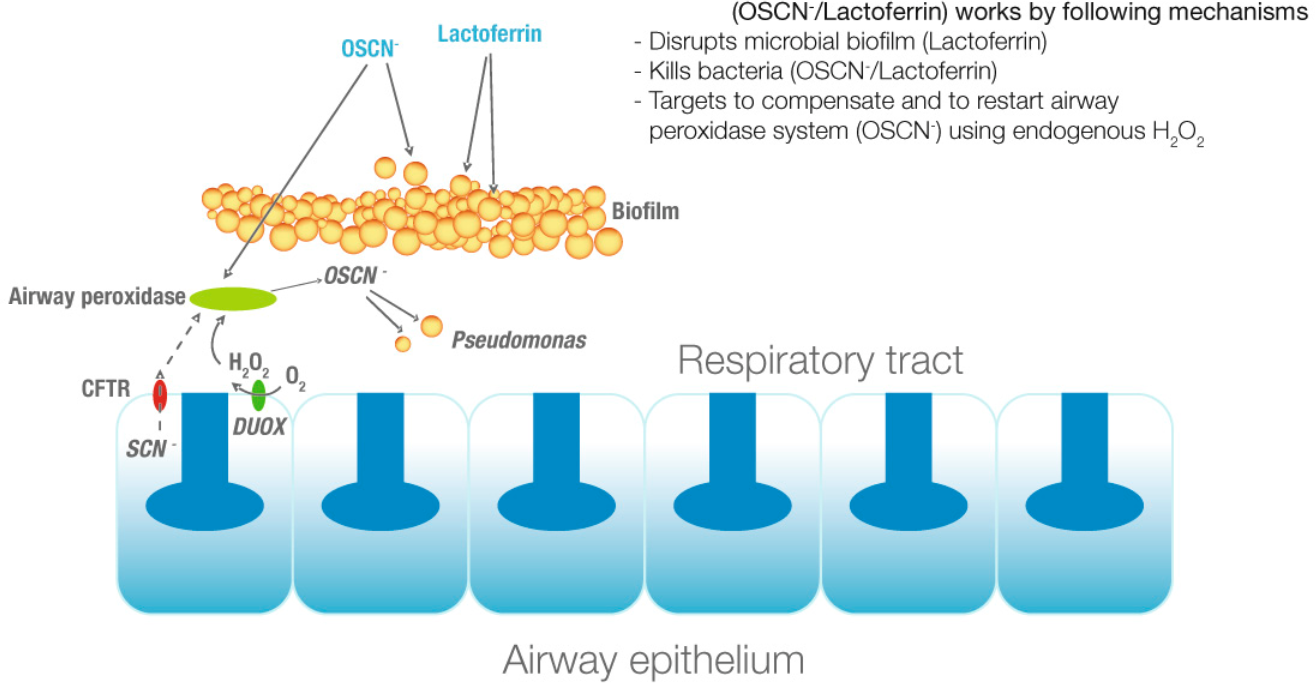
Diagrama esquemático del sistema de defensa antimicrobiana del tracto respiratorio.

## Especies reactivas de oxígeno, compuestos oxigenados
Los fagocitos poseen un complejo de enzima NADPH oxidasa que produce superóxido. Otras células en el tracto respiratorio también producen superóxido y peróxido de hidrógeno a través de la actividad de las proteínas duales de la oxidasa 2, también conocidas como Duox2.
El superóxido generado por estos complejos enzimáticos se dismuta en peróxido de hidrógeno que a su vez es utilizado por la mieloperoxidasa para producir ácido hipocloroso bactericida. Además, las glándulas submucosas del tracto respiratorio secretan mieloperoxidasa y lactoperoxidasa (LPO) que cataliza la oxidación del tiocianato y desintoxica el peróxido de hidrógeno o ROS al hipotiocianito antimicrobiano.
Los compuestos oxigenados producidos por el sistema de lactoperoxidasa no atacan el ADN y no son mutagénicos y se sabe que son seguros. El hipotiocianito generado a través de esta vía muestra una actividad bactericida de amplio espectro que incluye una potente acción antibacteriana en H. pylori.

## Fibrosis quística
La secreción de tiocianato en pacientes con fibrosis quística se reduce, lo que da como resultado una producción reducida del hipotiocianito antimicrobiano y, en consecuencia, contribuye a un mayor riesgo de infección de las vías respiratorias.

## Aplicaciones terapéuticas
La EMEA y la FDA han otorgado el estatus de medicamento huérfano a la lactoferrina con hipotiocianito para el tratamiento de la fibrosis quística.